# ハインリヒ・フォン・プロイセン (1747-1767)
ハインリヒ・フォン・プロイセン（Heinrich von Preußen, 1747年12月30日 - 1767年5月26日）は、プロイセン王国の王族。全名はフリードリヒ・ハインリヒ・カール（Friedrich Heinrich Karl）。プロイセン王子アウグスト・ヴィルヘルムの次男で、フリードリヒ・ヴィルヘルム2世の弟。

## 生涯
1747年12月30日、アウグスト・ヴィルヘルムとその妻であったブラウンシュヴァイク＝ヴォルフェンビュッテル公フェルディナント・アルブレヒト2世の娘ルイーゼ・アマーリエ（1722年 - 1780年）の第2子としてベルリンで生まれた。1758年に王太弟であった父アウグスト・ヴィルヘルムが死去したため、兄フリードリヒ・ヴィルヘルムが王位継承順位第1位に、ハインリヒが同第2位になった。兄とともにパレッツ城で育てられたが、ハインリヒは熱病のため1767年5月26日に死去した。墓所はベルリン大聖堂にある。